# 普通层腹菌
普通层腹菌（学名：Hymenogaster vulgaris）是属于伞菌目层腹菌科层腹菌属的一种担子菌。该种分布于中国、俄罗斯、芬兰、瑞典、奥地利、德国、法国、英国、美国、阿根廷等地。